# Polynema imitatrix
Polynema imitatrix är en stekelart som beskrevs av Charles Joseph Gahan 1918. Polynema imitatrix ingår i släktet Polynema och familjen dvärgsteklar. Inga underarter finns listade i Catalogue of Life.